# Kryzys polityczny w Madagaskarze (2009)

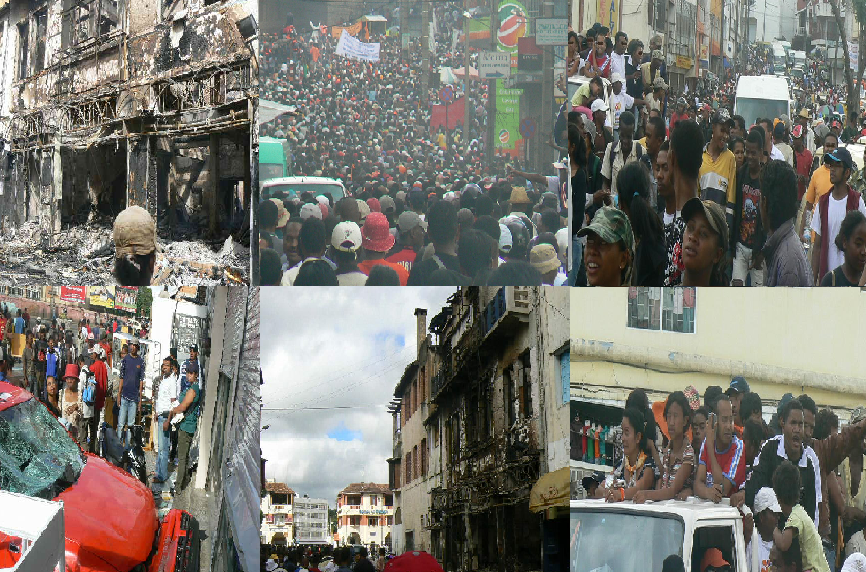
Zamieszki w Madagaskarze w styczniu 2009

Kryzys polityczny w Madagaskarze – seria protestów społecznych i politycznych w Madagaskarze, zapoczątkowanych 26 stycznia 2009 i organizowanych przez opozycję pod przewodnictwem mera Antananarywy, Andry’ego Rajoeliny przeciwko władzy prezydenta Madagaskaru, Marca Ravalomanany. Bezpośrednimi przyczynami protestów było zamknięcie przez prezydenta jednej z prywatnych stacji telewizyjnych w grudniu 2008, usunięcie Rajoeliny z funkcji mera stolicy w lutym 2009 oraz oskarżenia o defraudację pieniędzy i wprowadzanie rządów dyktatorskich.
Protesty i zamieszki społeczne doprowadziły do śmierci co najmniej 135 osób. Sprowokowały również bunt żołnierzy i zmiany dowództwa w wojsku, które choć oficjalnie neutralne, stanęło po stronie opozycji. 16 marca 2009 zamieszki przerodziły się w zamach stanu, w rezultacie którego następnego dnia prezydent Ravalomanana zrezygnował z urzędu i przekazał władzę w ręce wojska. Wojsko powierzyło władzę liderowi opozycji, Andry’emu Rajoelinie. 21 marca 2009 Rajoelina został oficjalnie prezydentem Wysokiej Władzy Przejściowej.
Objęcie władzy przez Rajoelinę spowodowało kilkumiesięczny kryzys polityczny. Demonstracje rozpoczęli zwolennicy obalonego prezydenta Ravalomanany, wspierani przez niego z zagranicy. Nowa władza podjęła działania zmierzające do konsolidacji i legitymizacji swoich rządów, m.in. próbując ustalić kalendarz wyborczy. W maju 2009 rozpoczęły się wielostronne negocjacje polityczne, mające na celu wypracowanie wspólnego stanowiska wszystkich sił politycznych. W proces pokojowy zaangażowała się Unia Afrykańska i Wspólnota Rozwoju Afryki Południowej. 9 sierpnia 2009, w czasie negocjacji w Mozambiku, strony konfliktu podpisały porozumienie, zakładające wspólne utworzenie władz przejściowych i organizację w ciągu 15 miesięcy nowych wyborów prezydenckich pod międzynarodowym nadzorem. Pomimo zawarcia porozumienia punktem spornym pozostawał przez cały czas podział najważniejszych stanowisk we władzach przejściowych. W październiku w Antananarywie i w listopadzie w Addis Abebie zawarty został kompromis w sprawach ogólnych. Nierozwiązany został natomiast problem szczegółowego podziału tek w przejściowym gabinecie. W sytuacji braku zgody w tej kwestii, w grudniu 2009 Andry Rajoelina zerwał porozumienie z opozycją, mianował Albert Camille Vital nowy rząd i ogłosił organizację wyborów parlamentarnych w 2010.
W 2010 Rajoelina kilkakrotnie przesuwał termin wyborów, najpierw z marca na maj, a następnie na wrzesień. Główne partie opozycyjne trzech byłych prezydentów (Marca Ravalomanany, Didiera Ratsiraki i Alberta Zafy’ego) odrzucały jednostronne działania ekipy rządzącej. W marcu 2010 Unia Afrykańska nałożyła sankcje na Rajoelinę i jego współpracowników. W maju 2010 bezskutecznie w proces pokojowy próbowała ponownie włączyć się społeczność międzynarodowa, która zorganizowała wielostronne rozmowy w Pretorii. W sierpniu 2010 na karę dożywotniego więzienia i ciężkich robót, został skazany zaocznie były prezydent Ravalomanana, przebywający od czasu zamachu w Południowej Afryce. W tym samym miesiącu Andry Rajoelina zawarł porozumienie z mniejszymi partiami opozycyjnymi w sprawie organizacji referendum konstytucyjnego w listopadzie 2010, a następnie wyborów parlamentarnych i prezydenckich w 2011.
W wyniku referendum przyjęta została nowa konstytucja, obniżająca wiek prezydenta oraz zapewniająca Rajoelinie władzę do czasu organizacji wyborów prezydenckich. W dniu głosowania grupa wojskowych bezskutecznie próbowała dokonać zamachu stanu. 11 grudnia 2010 oficjalnie proklamowana została IV Republika. W 2011 władze ponownie przesuwały termin wyborów i uniemożliwiały powrót do ojczyzny prezydentowi Ravalomananie. 17 września 2011 główne siły polityczne zawarły jednak porozumienie wynegocjowane przez SADC, zakładające zachowanie przez Rajoelinę stanowiska prezydenta w okresie przejściowym, powrót do kraju Marca Ravalomanany, utworzenie wspólnego rządu i organizację wyborów na przestrzeni roku. 28 października 2011 nowym szefem rządu został mianowany Omer Beriziky.

## Geneza konfliktu

Madagaskar na mapie Afryki

W grudniu 2007 33-letni Andry Rajoelina, były didżej, a następnie przedsiębiorca, jako niezależny kandydat został wybrany burmistrzem Antananarywy, stolicy Madagaskaru. W głosowaniu pokonał kandydata z rządzącej partii Kocham Madagaskar (Tiako I Madagasikara). Prezydent Marc Ravalomanana rządził na Madagaskarze od 2002, kiedy to w kwestionowanych wyborach pokonał ówczesnego prezydenta Didiera Ratsirakę. Od czasu objęcia stanowiska w ratuszu Rajoelina stał się ostrym krytykiem polityki prezydenta. Potępiał to, co nazywał „ograniczaniem wolności” na wyspie, a także plany dzierżawy rozległych połaci ziemi koreańskiemu przedsiębiorstwu Daewoo.
Tlący się konflikt przybrał na sile w grudniu 2008. 13 grudnia 2008 madagaskarski rząd zadecydował o zamknięciu telewizji VIVA, należącej do Rajoeliny. Decyzja ta nastąpiła po transmisji wywiadu z byłym prezydentem Didierem Ratsiraką, rywalem politycznym Marca Ravalomanany. Zdaniem władz wywiad „mógł naruszać pokój i bezpieczeństwo”. Podobne reperkusje nie dotknęły jednak innych stacji telewizyjnych i radiowych, które również emitowały ten wywiad. Wydarzenia te doprowadziły do masowych protestów społecznych pod koniec stycznia 2009.

## Protesty społeczne

### Styczeń

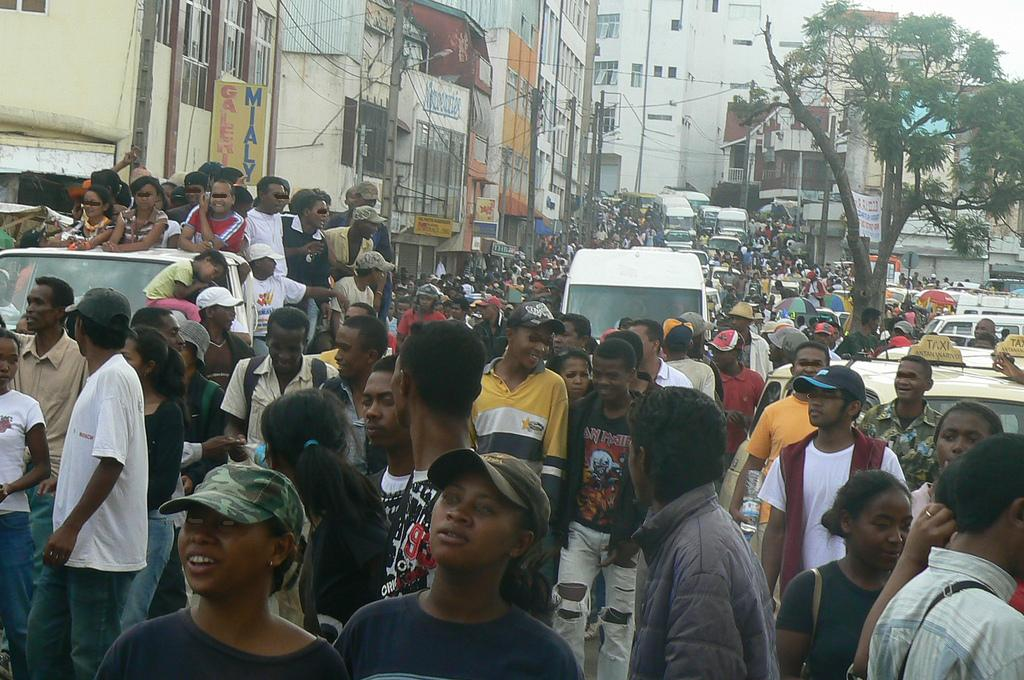
Protesty w Antananarywie, 26 stycznia 2009

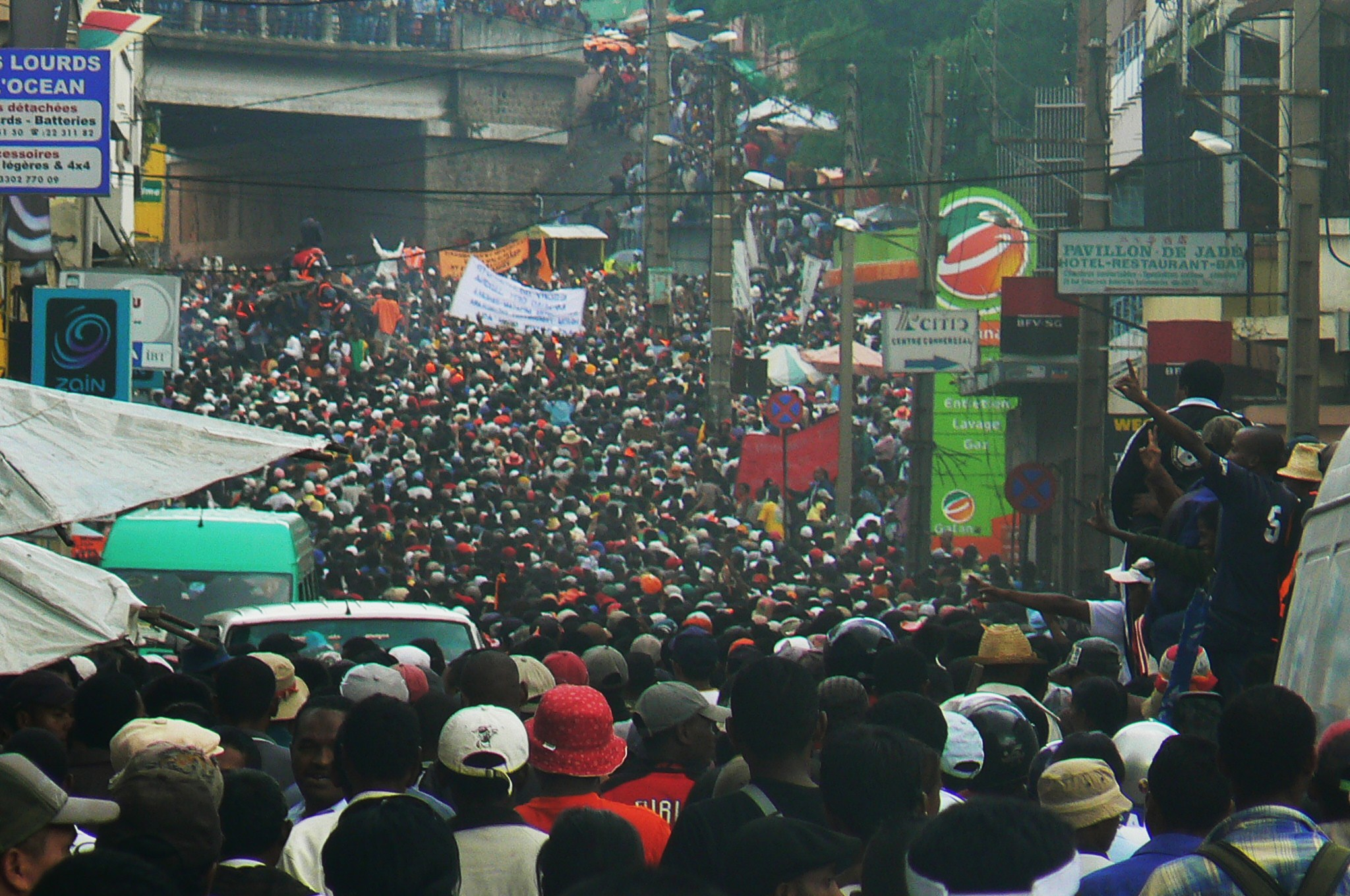
Demonstracja w Antananarywie w styczniu 2009

Andry Rajoelina wezwał mieszkańców Antananarywy do strajku generalnego w dniach 25–26 stycznia 2009, skierowanego przeciw prezydentowi, którego określił mianem dyktatora. 26 stycznia 2009 protesty przerodziły się w walki uliczne. Demonstranci podpalili budynek publicznego radia oraz siedzibę prywatnej telewizji, należącej do prezydenta Ravalomanany. W trakcie protestów zginęły dwie osoby: policjant i 14-letni chłopiec. W stolicy doszło również do grabieży i podpaleń wielu sklepów. Następnego dnia w zgliszczach centrum handlowego znaleziono 25 zwęglonych ciał.
Rajoelina zaapelował do mieszkańców stolicy o pozostanie w domach w dniu 29 stycznia 2009. Protest, na zasadzie miasta duchów/miasta wymarłego (ville morte), miał zademonstrować masowość sprzeciwu wobec rządów prezydenta Ravalomanany. Szanowany kardynał Armand Razafindratandra zaapelował o zachowanie spokoju w kraju, po tym jak zamieszki zaczęły rozszerzać się poza stolicę.
31 stycznia 2009 Rajoelina ogłosił przejęcie kontroli i władzy w Madagaskarze w efekcie porażki prezydenta i rządu w wypełnianiu swoich obowiązków. Wezwał Ravalomananę do natychmiastowej rezygnacji z urzędu i zapowiedział złożenie stosownego wniosku do parlamentu w tej sprawie. Wezwał także Bank Centralny do zaprzestania finansowania rządu oraz zapowiedział stworzenie nowego rządu tymczasowego i zorganizowanie wyborów prezydenckich. W odpowiedzi prezydent Ravalomanana oznajmił, że „nadal pozostaje prezydentem kraju i poczyni wszystko co konieczne dla rozwoju narodu”.

### Luty
2 lutego 2009 opozycja przedstawiła w Sądzie Konstytucyjnym wniosek o usunięcie z urzędu prezydenta Ravalomanany. Następnego dnia sąd orzekł, iż nie posiada stosownych uprawnień do zdjęcia prezydenta z urzędu, gdyż jest to wyłączną prerogatywą parlamentu.
3 lutego 2009 Ministerstwo Spraw Wewnętrznych wydało zarządzenie, na mocy którego mer stolicy Antananarywy – Andry Rajoelina został usunięty z zajmowanego stanowiska. Na jego miejsce został ustanowiony administrator stolicy Guy Randrianarisoa. Rajoelina potępił tę decyzję i uznał ją za nieuzasadnioną. Oficjalnym powodem jego dymisji było niewywiązywanie się z obowiązku usuwania śmieci ze stolicy. Rajoelina ostrzegł władze, że mieszkańcy miasta nie zaakceptują tej decyzji. 4 lutego 2009 w Antananarywie odbył się protest przeciw zdymisjonowaniu Rajoeliny, na który przybyło 1,5 tysiąca uczestników. Rajoelina określił wówczas powołanie nowego zarządu stolicy mianem „obrazy ludności Madagaskaru”.
| Przebieg wydarzeń   | Przebieg wydarzeń |
| ------------------- | --- |
| 13 grudnia 2008     | Zamknięcie prywatnej stacji telewizyjnej należącej do Andry Rajoeliny przez władze rządowe |
| 26 stycznia 2009    | Pierwszy protest społeczny w Antananarywie przeciw władzy prezydenta Marca Ravalomanany, zamieszki w mieście                                                                                     |
| 31 stycznia         | Ogłoszenie przez Rajoelinę przejęcia władzy w kraju |
| 3 lutego            | Odwołanie Rajoeliny ze stanowiska mera Antananarywy przez administrację prezydenta |
| 7 lutego            | Powołanie przez Rajoelinę własnego rządu tymczasowego. Protest w stolicy, w którym zginęły 23 osoby                                                                                              |
| 16–20 lutego        | Okupacja budynków rządowych celem przejęcia władzy, zakończona krótkotrwałym opanowaniem 4 ministerstw                                                                                           |
| 21–15 lutego        | Bezowocne negocjacje polityczne między Rajoeliną i Ravalomananą pod auspicjami Rady Kościołów Chrześcijańskich                                                                                   |
| 8 marca             | Bunt żołnierzy przeciw rozkazom rządu |
| 11 marca            | Wymuszona rezygnacja szefa sztabu sił zbrojnych i wybór jego następcy przychylnego opozycji |
| 14 marca            | Ultimatum Rajoeliny wzywające prezydenta do rezygnacji z urzędu. Przejęcie przez opozycję kancelarii premiera                                                                                    |
| 16 marca            | Zamach stanu – opanowanie pałacu prezydenckiego w Antananarywie w wyniku szturmu wojska |
| 17 marca            | Rezygnacja Ravalomanany ze stanowiska prezydenta i przejęcie władzy przez Rajoelinę |
| 21 marca            | Uroczyste zaprzysiężenie Andry’ego Rajoeliny jako prezydenta Wysokiej Władzy Przejściowej |
| od 22 marca         | Początek demonstracji zwolenników obalonego prezydenta Ravalomanany przeciw nowej władzy |
| 3 kwietnia          | Konferencja pojednawcza – ogłoszenie kalendarza wyborczego; wybory prezydenckie zaplanowane na październik 2010.                                                                                 |
| 16 kwietnia         | Mianowanie przez Ravalomananę własnego premiera – Manandafy’ego Rakotonirinę, aresztowanego później przez władze                                                                                 |
| maj-czerwiec        | Wielostronne negocjacje polityczne, mające na celu wypracowanie wspólnego stanowiska przez wszystkie obozy polityczne i zakończenie kryzysu politycznego                                         |
| 3 czerwca           | Zaoczne skazanie Marca Ravalomanany na karę więzienia i grzywny za nadużycia przy wydatkowaniu państwowych funduszy                                                                              |
| 9 sierpnia          | Podpisanie porozumienia o utworzeniu władz przejściowych i organizacji nowych wyborów w ciągu 15 miesięcy w czasie negocjacji czterech prezydentów Madagaskaru pod międzynarodową egidą w Maputo |
| 8 września          | Wycofanie się Rajoeliny ze zobowiązań i jednostronne powołanie nowego rządu |
| 6 października      | Porozumienie w Antananarywie w sprawie obsady najważniejszych stanowisk we władzach przejściowych, zachowanie przez Rajoelinę urzędu prezydenta                                                  |
| 10 października     | Mianowanie Eugène’a Mangalazy szefem rządu przejściowego |
| 7 listopada         | Porozumienie z Addis Abeby, wprowadzające stanowiska dwóch współprezydentów |
| początek grudnia    | Brak porozumienia w sprawie dokładnego podziału stanowisk w rządzie przejściowym |
| 16 grudnia          | Ogłoszenie przez Rajoelinę organizacji wcześniejszych wyborów parlamentarnych w marcu 2010 |
| 18 grudnia          | Zerwanie porozumienia z opozycją przez Rajoelinę i dymisja premiera Mangalazy |
| 20 grudnia          | Mianowanie Alberta Camille’a Vitala na stanowisko premiera |
| 17 lutego 2010      | Przesunięcie wyborów parlamentarnych na maj 2010 |
| 19 lutego 2010      | Ultimatum UA wzywające Rajoelinę do powołania wspólnego rządu z opozycją i grożące nałożeniem sankcji                                                                                            |
| 17 marca 2010       | Nałożenie sankcji przez UA na prezydenta Rajoelinę i jego otoczenie |
| 19 kwietnia 2010    | Wykrycie przez władze próby zamachu stanu |
| 28–30 kwietnia 2010 | Nieudane negocjacje czterech prezydentów w Pretorii |
| 12 maja 2010        | Ogłoszenie przez Rajoelinę nowego kalendarza wyborczego (porzuconego w czerwcu 2010) |
| 20 maja             | Bunt członków żandarmerii |
| 13 sierpnia         | Porozumienie Rajoeliny z mniejszymi partiami politycznymi w sprawie organizacji wyborów w 2011                                                                                                   |
| 28 sierpnia         | Skazanie Marca Ravalomanany przez sąd na karę dożywotniego więzienia i ciężkich robót |
| 17 listopada        | Referendum konstytucyjne |
| 11 grudnia          | Wejście w życie konstytucji i ogłoszenie powstania IV Republiki |
| styczeń 2011        | Odroczenie wybórow parlamentarnych |
| 19 lutego           | Udaremnienie powrotu do kraju prezydentowi Ravalomananie |
| 17 września         | Podpisanie porozumienia politycznego, organizacja wyborów w 2012 |
| 28 października     | Powołanie nowego rządu na czele z Omerem Beriziky’m |

7 lutego 2009 Andry Rajoelina ogłosił powołanie przejściowego rządu na czele z Monją Roindefo. 7 lutego 2009 w Antananarywie odbył się kolejny wiec poparcia opozycji. Demonstranci w liczbie 20 tysięcy zebrali się już tradycyjnie na placu 13 Maja i stamtąd pod wodzą Roindefo ruszyli w kierunku pałacu prezydenckiego. W pobliżu pałacu, straż prezydencka otworzyła ogień do nieuzbrojonego tłumu. W wyniku ostrzału zginęło od 23 do ponad 30 osób, a kilkadziesiąt zostało rannych.
16 lutego 2009 w Antananarywie odbył się kolejny wiec poparcia dla opozycji. Rajoelina zapowiedział na nim przejęcie władzy przez rząd przejściowy. Demonstranci podeszli pod budynki ministerstw w celu osadzenia w nich ministrów z rządu Rajoeliny. Wokół budynków natychmiast zostało rozlokowane wojsko, które wyznaczyło czerwone strefy, do których wkroczenie skutkować miało otwarciem ognia. Rozpoczęły się negocjacje na temat pokojowego obsadzenia ministerstw przez opozycyjny rząd. 19 lutego 2009 opozycji udało się zająć cztery ministerstwa: spraw wewnętrznych, edukacji, obrony narodowej, decentralizacji. Jednak już następnego dnia, 20 lutego 2009, policja odzyskała kontrolę nad budynkami. Według opozycji, w wyniku szturmu śmierć odniosło 8 osób. Władze aresztowały również 50 uczestników zajść.
21 lutego 2009 Rajoelina spotkał się po raz pierwszy z prezydentem Ravalomananą. Negocjacje zostały zorganizowane przez Radę Kościołów Chrześcijańskich w Madagaskarze, zrzeszającą dwa kościoły katolickie i protestanckie. W czasie spotkania obie strony zobowiązały się do przestrzegania 5 zasad: zakończenia prowokacyjnych oświadczeń w mediach, zakończenia rozprzestrzeniania fałszywych informacji, zakończenia aktów przemocy i grabieży, niezwoływania kolejnych publicznych zgromadzeń oraz zaprzestania aresztowań natury politycznej. Kolejne dwa spotkania odbyły się 23 i 24 lutego. 25 lutego 2009 Andry Rajoelina wycofał się z negocjacji, po tym jak prezydent nie przybył na zaplanowane na ten dzień spotkanie. Stwierdził również, że trzy wcześniejsze spotkania nie przyniosły żadnego rezultatu, gdyż prezydent „unikał sedna sprawy i minimalizował skalę kryzysu”.

### Marzec
Po zerwaniu negocjacji politycznych, w kraju na nowo wybuchły protesty społeczne. Oprócz Antananarywy akcje protestacyjne zorganizowano również w innych miastach. 27 lutego 2009 w czasie zamieszek protestujących z wojskiem w mieście Fianarantsoa zginęły 2 osoby. 4 marca 2009 prezydent Ravalomanana rozpoczął akcję przywracania porządku w stolicy. Na ulicach Antananarywy pojawiło się wojsko, które zajęło główne place i zablokowało ważniejsze ulice oraz drogi wjazdowe do miasta.
5 marca 2009 siły bezpieczeństwa próbowały aresztować Rajoelinę. Po tym wydarzeniu, z obawy o swoje bezpieczeństwo, Rajoelina pozostawał przez kilka dni w ukryciu i nie pokazywał się publicznie. Uzyskał schronienie w rezydencji francuskiego ambasadora. Tiébilé Dramé, specjalny wysłannik ONZ w Madagaskarze, oznajmił, że „ONZ zdecydowało umieścić go pod swoją ochroną w rezydencji dyplomatycznej”.

## Reakcja międzynarodowa na zamieszki społeczne
- Unia Afrykańska – UA wezwała Madagaskar do zachowania pokoju i rozwiązania problemów na drodze negocjacji. Przewodniczący Komisji UA Jean Ping, ostrzegł przed jakąkolwiek próbą przejmowania władzy w sposób niezgodny z konstytucją, grożąc konsekwencjami ze strony Unii Afrykańskiej (tj. zawieszeniem w członkostwie)[31].
- Wspólnota Rozwoju Afryki Południowej (SADC) – wezwała obie strony do dialogu i znalezienia rozwiązania kryzysu politycznego. Z misją do Madagaskaru przybył sekretarz SADC w celu przeprowadzenia rozmów ze stronami sporu[32].
- ONZ – Sekretarz generalny ONZ Ban Ki-moon wezwał strony do „rozstrzygnięcia nieporozumień środkami pokojowymi i poprzez wspólny dialog”. Zaapelował o ochronę ludności kraju, która powinna być priorytetem działań rządu[33]. Zaoferował wsparcie ONZ w procesie negocjacji i ogłosił wysłanie na Madagaskar swojego wysłannika w celach mediacyjnych[34]. Na wyspę przybył specjalny wysłannik sekretarza generalnego ONZ, Haile Menkerios, który spotkał się zarówno z prezydentem Ravalomananą, a także z Rajoeliną.
- Stany Zjednoczone – rzecznik Departamentu Stanu, Robert Wood, powiedział, że „Stany Zjednoczone są głęboko zaniepokojone ostatnimi aktami przemocy w Madagaskarze”. Wezwał obywateli kraju do zachowania powściągliwości i rozwiązania sprzeczności na drodze dialogu[35].

## Bunt żołnierzy i droga do zamachu

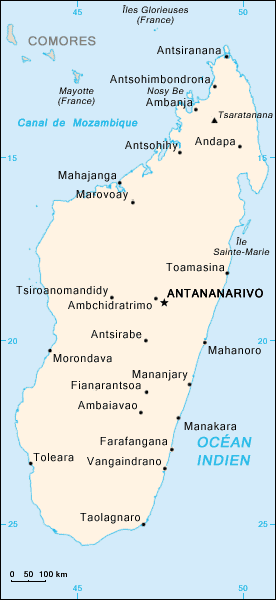
Protesty miały miejsce głównie w stolicy i największym mieście kraju, Antananarywie, jednak odbywały się także w innych miejscach, np. w mieście Fianarantsoa

Na początku marca na Madagaskarze doszło do buntu wojskowego przeciwko wykonywaniu rozkazów rządowych, co doprowadziło w drugim etapie do zamachu stanu.
8 marca 2009 roku 600 żołnierzy i oficerów, pod dowództwem pułkownika Andre Ndriarijaony z obozu wojskowego w pobliżu Antananarywy, zbuntowało się i sprzeciwiło wykonywaniu rozkazów rządu, które byłyby wymierzone w obywateli. Wezwali do zakończenia konfliktu politycznego i stwierdzili, że ich zadaniem jest „ochrona mieszkańców i ich majątku, a nie strzelanie do ludzi”.
10 marca 2009 szef sztabu armii, generał Edmond Rasolomahandry, postawił rządzącym ultimatum, dając im 72 godziny na rozwiązanie konfliktu politycznego i grożąc w przeciwnym wypadku przejęciem władzy. Tego samego dnia, pod wpływem armii, ze stanowiska zrezygnował minister obrony. 11 marca 2009, pod naciskiem oficerów przychylnych opozycji, gen. Rasolomahandry zrezygnował ze stanowiska, a wojsko nowym szefem sztabu wybrało generała Andre Andriarijaonę. Gen. Andriarijaona ogłosił, że wojsko nie zamierza przejmować władzy i wycofał ultimatum swego poprzednika.
12 marca 2009 doszło do spotkania Monji Roindefo z premierem Madagaskaru Charlesem Rabemananjarą. Według Roindefo, premier zgodził się na przekazanie władzy opozycji. Tego samego dnia, z pomocą wojska, opozycja zajęła budynek Ministerstwa Finansów i Budżetu. Jednocześnie szef policji ogłosił, iż policja nie będzie wykonywać rozkazów rządu. 13 marca 2009 zbuntowani żołnierze wyprowadzili czołgi na ulice Antananarywy. Wokół pałacu prezydenckiego Iavoloha, położonego na przedmieściach stolicy, gdzie przebywał prezydent Ravalomanana, zgromadzili się jego zwolennicy i uzbrojeni w kije zapowiedzieli jego obronę.
14 marca 2009 opozycja zajęła kancelarię premiera. W czasie 5-tysięcznego wiecu w Antananarywie, Andry Rajoelina, który wyszedł z ukrycia, dał prezydentowi 4 godziny na rezygnację z urzędu, grożąc w przeciwnym razie marszem na jego pałac. Na wiecu, po stronie Rajoeliny, wystąpił również przewodniczący parlamentu, Jacques Sylla. Prezydent Ravalomanana nie przyjął jednak żądań opozycji. 15 marca 2009 Ravalomanana zaproponował zorganizowanie referendum na temat tego, czy ma pozostać u władzy. Rajoelina odrzucił jednak taką ewentualność i 16 marca 2009 rozkazał siłom bezpieczeństwa aresztowanie prezydenta.

## Zamach stanu i rezygnacja prezydenta
16 marca 2009 protesty i zamieszki społeczne przerodziły się w klasyczny zamach stanu, w chwili gdy wojsko i cywile użyli siły w celu obalenia legalnie obranej władzy. Tego dnia Andry Rajoelina wezwał siły bezpieczeństwa do aresztowania prezydenta Marca Ravalomanany. Około godziny 16.00 siły wojskowe rozpoczęły szturm na pałac prezydencki Ambohitsirohitra w centrum Antananarywy. Prezydent Ravalomanana przebywał w tym czasie w pałacu Iavoloha na przedmieściach stolicy. W pobliżu stołecznego pałacu doszło do dwóch wybuchów, po czym czołgi zniszczyły bramę wjazdową do rezydencji, a wojsko opanowało budynek. Oprócz pałacu armia zajęła również siedzibę Banku Centralnego. Pułkownik Andre Ndriarijaona oznajmił, iż armia zajęła urząd prezydenta, „by przyspieszyć odsunięcie od władzy prezydenta Ravalomanany”. Andry Rajoelina stwierdził natomiast, że w stolicy nie doszło do zamachu wojskowego.
17 marca 2009 Andry Rajoelina wziął udział w triumfalnej paradzie z okazji zdobycia pałacu i zajął w nim gabinet prezydenta. W ciągu dnia z władzy zrezygnowało ośmiu ministrów rządu premiera Charlesa Rabemananjary. Rajoelina ogłosił się nowym prezydentem i stanął na czele Wysokiej Władzy Przejściowej. Ogłosił zorganizowanie wyborów w ciągu 24 miesięcy, zmianę konstytucji i budowę „IV Republiki”.
Tego samego dnia, w przemówieniu radiowym, prezydent Ravalomanana oznajmił, iż „po głębokiej refleksji” rezygnuje ze stanowiska i przekazuje całą władzę prezydenta i premiera w ręce wojskowego dyrektoriatu pod dowództwem, najwyższego rangą wiceadmirała Hyppolite’a Ramarosona. Następnie Ravalomanana opuścił pałac prezydencki Iavoloha i udał się w bezpieczne, nieznane miejsce.
Wojsko nie przejęło jednak władzy i poparło lidera opozycji. Wiceadmirał Ramaroson w swoim oświadczeniu, oddał pełnię władzy Rajoelinie jako prezydentowi władzy tymczasowej.
18 marca 2009 Najwyższy Sąd Konstytucyjny zalegalizował władzę Rajoeliny jako prezydenta kraju, dając mu mandat na jej sprawowanie przez okres maksymalnie 2 lat. 19 marca 2009 Andry Rajoelina zawiesił pracę obu izb parlamentu, Zgromadzenia Narodowego i Senatu. Tego samego dnia Rajoelina anulował umowę z południowokoreańskim przedsiębiorstwem Daewoo Logistics o dzierżawie dużych połaci ziemi pod uprawę kukurydzy i produkcji oleju palmowego. Uzasadnił to brakiem wcześniejszych konsultacji społecznych w tej sprawie.
21 marca 2009 Rajoelina został zaprzysiężony na stanowisku prezydenta Wysokiej Władzy Przejściowej. W uroczystościach na stadionie sportowym w stolicy uczestniczyło 40 tysięcy osób. Dylpomaci na znak protestu nie wzięli udziału w ceremonii. Prezydent Rajoelina zapowiedział zorganizowanie wyborów w ciągu 18 do 24 miesięcy oraz zmianę konstytucji. Obowiązująca konstytucja ustanawiała bowiem minimalny wiek prezydenta na 40 lat, o 6 więcej niż wynosił wiek Rajoeliny.

## Reakcja międzynarodowa na zamach stanu
- Unia Afrykańska – UA już 16 marca 2009 potępiła „próbę zamachu stanu”, jak określiła szturm na pałac prezydencki i wezwała do przestrzegania porządku konstytucyjnego. 17 marca 2009 zagroziła podjęciem ostrych środków w przypadku pogorszenia się sytuacji i przejęcia władzy w sposób niezgodny z konstytucją[56]. 20 marca 2009 Rada Pokoju i Bezpieczeństwa UA zawiesiła Madagaskar w członkostwie w organizacji z powodu „niekonstytucyjnej zmiany rządu”. Dała krajowi 6 miesięcy na przywyrócenie porządku konstytucyjnego, grążąc w przeciwnym razie nałożeniem sankcji[57].
- ONZ – Sekretarz generalny ONZ Ban Ki-moon wyraził głęboką obawę niepokojem w Madagaskarze i zaapelował do wszystkich stron o zapewnienie „gładkiego transferu władzy”[50]. ONZ mianowała specjalnego wysłannika ds. konfliktu na Madagaskarze, którym został Tiébilé Dramé.
- Wspólnota Rozwoju Afryki Południowej – SADC potępiła „niekonstytucyjne przejęcie władzy” przez Rajoelinę i zapowiedziała możliwość wprowadzenia sankcji. Ogłosiła, że nie uzna władzy Rajoeliny[58]. 30 marca 2009 SADC w czasie szczytu w Suazi zawiesiła członkostwo Madagaskaru w organizacji, wezwała Rajoelinę do ustąpienia z urzędu prezydenta i odmówiła uznania jego władzy[59].
- Unia Europejska – UE potępiła zamianę władzy na Madagaskarze. minister spraw zagranicznych Czech, przewodniczących pracom UE, Karel Schwarzenberg, stwierdził, że wydarzenia na wyspie były zamachem stanu i Unia będzie monitorowała dalszy przebieg wydarzeń[60]. 31 marca 2009 UE oświadczyła, że nie zawiesi bieżącej pomocy finansowej dla Madagaskaru, przewidzianej na najbliższe trzy lata, jednak wstrzymała prace nad przyznaniem krajowi funduszy pomocowych na kolejne lata[61].
- Unia Międzyparlamentarna – przewodniczący Theo-Ben Gurirab ostro potępił „zamach stanu” na Madagaskarze. Unia zawiesiła parlament wyspy w członkostwie w organizacji[62].
- Francja – prezydent Francji Nicolas Sarkozy potępił przejęcie władzy przez Rajoelinę, stwierdził, że był to zamach stanu i wezwał do jak najszybszego przeprowadzenia wyborów[63].
- Japonia – japońskie Ministerstwo Spraw Zagranicznych wydało oświadczenie, wyrażające „obawy”, że przejęcie władzy przez Rajoelinę jest „niezgodne ze zwyczajowymi normami konstytucyjnymi”. Japonia wezwała do „przywrócenia porządku konstytucyjnego na Madagaskarze zgodnie z demokratycznymi procedurami przy pierwszej sposobności”[64].
- Kanada – kanadyjski minister spraw zagranicznych Lawrence Cannon stwierdził, że działania podjęte na Madagaskarze były bezprawne i „antydemokratyczne”, a jego kraj wspiera pokojowe i demokratyczne rozwiązanie „kryzysu politycznego” przy pomocy społeczności międzynarodowej[65].
- Libia – przywódca Libii Mu’ammar al-Kaddafi zadzwonił do Rajoeliny wkrótce po przejęciu władzy i oświadczył, że Libia uznaje jego nowy rząd[66].
- Meksyk – meksykański ambasador przy ONZ, Claude Heller, powiedział, że wydarzenia na Madagaskarze „jasno wskazują, że był to niekonstytucyjny zamach stanu”, a wybory stanowią jedyną drogę wyjścia z impasu[67].
- Niemcy potępiły gwałtowną zmianę władzy, wzywając do natychmiastowego przywrócenia demokracji[68].
- Nigeria – minister spraw zagranicznych Ojo Maduekwe oświadczył, że jego kraj apeluje o „przywrócenie porządku konstytucyjnego” i nazwał działanie opozycji „niedopuszczalnym”[69].
- Norwegia – 16 marca 2009 Norwegia zamroziła pomoc gospodarczą dla Madagaskaru, obejmującą 90 milionów koron (9,6 mln GBP)[70].
- Południowa Afryka – minister spraw zagranicznych Nkosazana Dlamini-Zuma powiedziała, że RPA poprze ewentualne sankcje SADC i opowiada się za nieuznawaniem rządu Rajoeliny[71].
- Rosja – minister spraw zagranicznych Siergiej Ławrow oznajmił, że Rosja jest „zaniepokojona wzrastającą częstotliwością prób uciekania się do niekonstytucyjnych metod rozwiązywania wewnętrznych konfliktów politycznych na kontynencie afrykańskim” i w pełni popiera stanowisko Unii Afrykańskiej[72].
- Stany Zjednoczone – USA uznały zmianę rządów za zamach stanu i zapowiedziały zawieszenie całej niehumanitarnej pomocy zagranicznej dla Madagaskaru[73].
- Suazi – król Mswati III oświadczył, że przejęcie władzy przez Rajoelinę było niekonstytucyjne oraz „naruszyło podstawowe zasady, protokoły i traktaty”[74].
- Wielka Brytania – wiceminister spraw zagranicznych Mark Malloch-Brown potępił „niekonstytucyjny, niedemokratyczny i wymuszony transfer władzy”. Powiedział, że „takie zdarzenie jest równoznaczne z zamachem stanu”. Wezwał do pokojowego i demokratycznego rozwiązania konfliktu[75].
- Zambia – minister spraw zagranicznych Kabinga Pande nazwał objęcie władzy przez Rajoelinę „krokiem w tył i niebezpieczeństwem dla ugruntowania demokracji i rządów konstytucyjnych na kontynencie”. Zambia wezwała również do wprowadzenia sankcji gospodarczych przeciw Madagaskarowi i zawieszenia kraju w SADC i UA[76].

## Kryzys polityczny

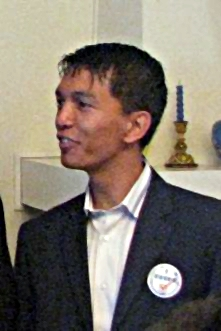
Prezydent Andry Rajoelina, wyniesiony do władzy w wyniku zamieszek

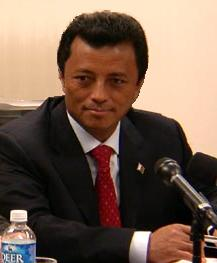
Prezydent Marc Ravalomanana, obalony na skutek zamachu stanu, nie uznał legalności nowych władz

Mimo objęcia władzy przez Andry’ego Rajoelinę sytuacja na Madagaskarze dalej pozostawała napięta. Do głosu doszli zwolennicy obalonego prezydenta Marca Ravalomanany, którzy oskarżali Rajoelinę o bezprawne przejęcie władzy i rozpoczęli protesty przeciw jego rządom. Nowa władza podjęła natomiast kroki konsolidujące i legitymizujące jej rządy. Społeczność międzynarodowa, która w większości potępiła transfer władzy, podjęła wysiłki doprowadzenia do pokojowego rozwiązania konfliktu politycznego.

### Protesty zwolenników obalonego prezydenta (marzec)
Już w dniu zaprzysiężenia nowego prezydenta, 21 marca 2009, jednostki malgaskiej marynarki wezwały go do rezygnacji z władzy, grożąc użyciem siły w obronie konstytucji. Pierwsze protesty przeciwników Rajoeliny zorganizowano w Antananarywie 22 marca 2009, nazajutrz po ceremonii zaprzysiężenia. W protestach brali udział głównie przedstawiciele rodzącej się klasy średniej, zadowolonej z rządów Ravalomanany. Wielu z nich nie deklarowało żadnych sympatii politycznych, lecz było niezadowolonych z niedemokratycznego sposobu zmiany władz.
25 marca 2009 głos zabrał obalony prezydent, który w tajemnicy wyjechał z kraju do Suazi. Wezwał swoich zwolenników do „zjednoczenia się w celu ocalenia narodu”. Wydarzenia w kraju określił mianem zamachu stanu. W odpowiedzi, prezydent Rajoelina wystąpił z ofertą rozmów pojednawczych z obozem Ravalomanany na początku kwietnia.
W kolejnych dniach po zaprzysiężeniu Rajoeliny, protesty jego przeciwników były kontynuowane. Uczestniczyło w nich codziennie po kilkanaście tysięcy osób. W czasie demonstracji w dniu 28 marca 2009 doszło do zamieszek z policją, w których rannych zostały 34 osoby. Policja użyła wówczas gazu łzawiącego. Tego samego dnia, w drugim przemówieniu dla swoich zwolenników, obalony prezydent Ravalomanana wezwał ich do konsolidacji sił i obiecał powrót do kraju.
31 marca 2009 prezydent Rajoelina ogłosił skład Wysokiej Władzy Przejściowej, która miała rządzić do czasu przeprowadzenia wyborów.

### Próba negocjacji i dalsze pogłębianie się kryzysu (kwiecień)
W dniach 2–3 kwietnia 2009, z inicjatywy władz, odbyła się konferencja pojednawcza. Uczestniczył w nich specjalny wysłannik ONZ ds. konfliktu na Madagaskarze, Tiébilé Dramé, a także różne partie polityczne, religijne i przywódcy wojskowi. W trakcie konferencji ustalono przyszły kalendarz wyborczy. Ogłoszono rozpoczęcie prac nad zmianą konstytucji i organizację referendum konstytucyjnego we wrześniu 2009, a następnie przeprowadzenie wyborów parlamentarnych w marcu 2010 i wyborów prezydenckich w październiku 2010. 11 kwietnia 2009 zwolennicy prezydenta Ravalomanany wycofali się jednak z dalszych negocjacji, nazywając je „stratą czasu” oraz oskarżając Tiébilé Dramé o stronniczość. Postulowali oni bowiem przywrócenie obalonego prezydenta do władzy, na co nie chciał przystać Rajoelina.
16 kwietnia 2009 obalony prezydent Ravalomanana mianował Manandafy’ego Rakatonirinę premierem Madagaskaru, opozycyjnym wobec administracji Rajoeliny i rządu Monji Roindefo. Ravalomanana powołał go na ten urząd w rozmowie telefonicznej w czasie wiecu swoich zwolenników w Antananarywie, w którym uczestniczył również Rakotonrina. Rakatonirina ustanowił swoją siedzibą stołeczny Hotel Carlton i 28 kwietnia 2009 wyznaczył skład swojego gabinetu, samemu obejmując resort obrony narodowej. 29 kwietnia 2009, z polecenia władz, został aresztowany i oskarżony o nielegalne posiadanie broni. Władze obarczyły go również odpowiedzialnością za wywoływanie antyrządowych demonstracji.
17 kwietnia 2009 prezydent Rajoelina wydał nakaz aresztowania Marca Ravolomanany, oskarżając go o nadużywanie funduszy państwowych. Dwa dni wcześniej były prezydent raz jeszcze wyraził zamiar powrotu do kraju. 20 kwietnia 2009 w Antananarywie doszło do kolejnego protestu, tym razem przeciw zamknięciu przez władze dwóch stacji radiowych, Radia Mada i Radia Fahazavana (właścicielem tej pierwszej był prezydent Ravalomanana). Demonstracja przerodziła się w zamieszki z policją, w wyniku których zginęły 2 osoby, a 13 zostały ranne.
3 czerwca 2009 malgaski sąd skazał zaocznie, przebywającego na emigracji, prezydenta Ravalomananę na cztery lata więzienia i karę 70 milionów USD grzywny za nadużycia w czasie sprawowania władzy. Sąd uznał go winnym nadużyć funduszy państwowych przy zakupie prezydenckiego odrzutowca za sumę 60 mln USD pod koniec 2008. Werdykt sądu nastąpił w niedługim czasie po ogłoszeniu przez prezydenta Ravalomananę zamiaru powrotu do kraju.

### Międzynarodowa mediacja i porozumienie w Mozambiku (maj-sierpień)
2 maja 2009 społeczność międzynarodowa powołała do życia grupę kontaktową w celu rozwiązania kryzysu politycznego na Madagaskarze i przeprowadzenia demokratycznych wyborów. W skład grupy weszło 18 przedstawicieli Unii Afrykańskiej, SADC, Unii Europejskiej oraz stałych członków Rady Bezpieczeństwa ONZ. Jednocześnie Unia Afrykańska poinformowała, że władze Madagaskaru wyraziły gotowość zorganizowania wyborów do końca 2009, o rok wcześniejszej niż przewidywał przyjęty kalendarz wyborczy.
23 maja 2009 osiągnięto wstępne porozumienie w negocjacjach politycznych. Wszystkie partie polityczne uczestniczące w rozmowach, zgodziły się na powołanie wspólnego rządu tymczasowego oraz komisji prawdy i pojednania. Strony zgodziły się również na udział w wyborach prezydenckich trzech byłych szefów państwa oraz obecnego prezydenta Rajoeliny. Wysłannik ONZ Tiébilé Dramé, uznał to posunięcie za „niefortunne” i podkreślił, że społeczność międzynarodowa postulowała wyłączenie liderów z uczestnictwa w wyborach, by zapobiec ewentualnej destabilizacji w kraju. Porozumienie to nie zostało jednak sfinalizowane z powodu wciąż istniejących rozbieżności między poszczególnymi obozami. Zaraz po osiągnięciu kompromisu, z rozmów wycofała się partia byłego prezydenta Didiera Ratsiraki. Wyraziła opinię, że zorganizowanie pokojowych wyborów i kontynuowanie konstruktywnego dialogu jest niemożliwe w obecnych warunkach politycznych. Zażądała, by przed powrotem do rozmów, władze udzieliły amnestii wszystkim zwolennikom Ratsiraki, skazanym po kryzysie politycznym w 2002. Z rozmów wycofali się również zwolennicy Ravalomanany, którzy domagali się zgody na jego powrót do kraju.
W czerwcu 2009 echem w Afryce odbiła się koncepcja wykorzystania zagranicznych sił zbrojnych w celu przywrócenia porządku konstytucyjnego na Madagaskarze. Plan ten od początku popierał i forsował obalony prezydent Ravalomanana. Na początku czerwca państwa biorące udział w szczycie organizacji handlowej COMESA, nie wykluczyły takiej interwencji jako możliwości przywrócenia praworządności na wyspie. Stanowisko to skrytykowała jednak ONZ oraz Ministerstwo Spraw Zagranicznych Francji. Francuskie MSZ stwierdziło, że „interwencja zbrojna nie jest właściwym rozwiązaniem”, a wysłannik ONZ Tiébilé Dramé zaapelował do państw o zwiększenie wysiłków w celu pokojowego rozwiązania kryzysu politycznego. Na Madagaskarze, w reakcji na te wydarzenia, siły zbrojne zostały postawione w stan najwyższej gotowości.

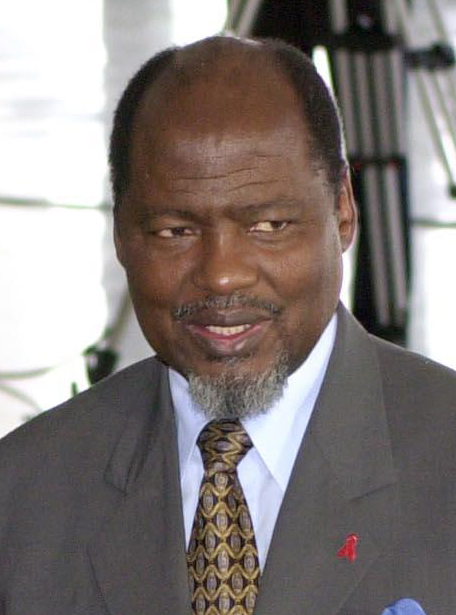
Mediacja Joaquima Chissano doprowadziła do rozmów i porozumienia w Mozambiku

W czerwcu inicjatywę prowadzenia negocjacji politycznych przejęła SADC. 20 czerwca 2009 przywódcy państw SADC na specjalnym szczycie w Johannesburgu mianowali byłego prezydenta Mozambiku Joaquima Chissano mediatorem w sprawie kryzysu politycznego na Madagaskarze. Jego zadaniem miało być przekonanie do rozmów wszystkie strony konfliktu i ustalenie przez nie wspólnego wyjścia z kryzysu. SADC opowiedziała się, za przeprowadzeniem w możliwie najszybszym czasie nowych wyborów. Chissano dostał od organizacji 30-dniowy mandat na wypracowanie porozumienia.
15 lipca 2009 prezydent Rajoelina oznajmił, że Wysoka Władza gotowa jest skrócić okres przejściowy i przeprowadzić wybory do końca 2009, rok wcześniej niż przewidywały plany. 23 lipca, w wyniku wysiłków mediacyjnych Joaquima Chissano, główne partie polityczne Madagaskaru zgodziły się na wspólne rozmowy w Mozambiku na początku sierpnia 2009.
5 sierpnia 2009 w Maputo w Mozambiku rozpoczęły się czterodniowe negocjacje polityczne czterech najważniejszych malgaskich partii politycznych. Ich przedstawiciele, czterej prezydenci: Andry Rajoelina, Marc Ravalomanana, Didier Ratsiraka i Albert Zafy, spotkali się w trakcie rozmów twarzą w twarz. Rozmowy, mające za zadanie wypracowanie wyjścia z impasu politycznego, toczyły się pod egidą Unii Afrykańskiej, ONZ, SADC i Międzynarodowej Organizacji Frankofonii. 9 sierpnia 2009 strony podpisały ostateczne porozumienie kończące wielomiesięczny kryzys. Zgodziły się na wspólne powołanie władz przejściowych i przeprowadzenie w ciągu 15 miesięcy wyborów parlamentarnych i prezydenckich pod międzynarodowym nadzorem. Nowe tymczasowe władze, składające się z prezydenta, wiceprezydenta, premiera i 28 ministrów, miały zostać powołane w ciągu miesiąca. W porozumieniu przewidziano również amnestię dla dwóch byłych liderów, Marca Ravalomanany i Didiera Ratsiraki, co otwierało im drogę powrotu do ojczyzny. Porozumienie nie określało jednak szczegółowego podziału władzy między głównymi siłami politycznymi w czasie okresu przejściowego.

### Próby implementacji postanowień porozumienia (sierpień-listopad)
25 sierpnia 2009 czterej prezydenci Madagaskaru wznowili wspólne rozmowy w Maputo, celem dokładnego podziału stanowisk we władzach przejściowych. Ich zadaniem miało być mianowanie tymczasowego prezydenta, premiera, dwóch wicepremierów oraz rozdysponowanie 28 tek ministerialnych. W ciągu czterech dni nie udało się im jednak osiągnąć finalnego porozumienia. Prezydent Rajoelina przed i w czasie rozmów twierdził, że tylko on może zajmować stanowisko prezydenta. Ravalomana oznajmił natomiast, że urząd ten powinien przypaść członkowi jego partii. Dodał, że jego zdaniem „nie jest normalnym legitymizowanie autora zamachu stanu poprzez powierzanie mu stanowiska prezydenta”. Ostatecznie strony zobowiązały się do zawarcia rozstrzygającego porozumienia w tej kwestii do 4 września 2009. Ustaliły również, że prezydent Rajoelina i Ravalomanana wskażą po jednym kandydacie na stanowisko przewodniczącego dwóch izb parlamentu oraz stanowisko dwóch wicepremierów.
Strony nie zdołały jednak osiągnąć porozumienia do 4 września 2009. W przeddzień tego terminu, prezydenci Ravalomanana, Ratsiraka i Zafy, w sytuacji politycznego impasu, zaproponowali przekazanie urzędu prezydenta, wiceprezydenta i premiera w ręce „neutralnego wojska”. Armia odmówiła jednak przejęcia jakiegokolwiek stanowiska politycznego, oświadczając, że jej zadaniem jest stanie na straży suwerenności kraju, a nie ustanawianie reżimu wojskowego.
4 września 2009 Andry Rajoelina wydał komunikat, ignorujący de facto postanowienia konferencji w Maputo. Zobowiązał w nim premiera Roindefo do przeprowadzenia rekonstrukcji gabinetu w ciągu 72 godzin. Oznaczało to, utrzymanie przez Roindefo i Rajoelinę zajmowanych dotąd stanowisk. Stwierdził, że jest to decyzja ostateczna, którą podjął po konsultacjach politycznych z przedstawicielami 22 regionów. Zobowiązał się jednocześnie do powołania wszystkich instytucji przewidzianych w porozumieniu z Maputo. Decyzja Rajoeliny spotkała się z potępieniem ze strony byłego prezydenta Ravalomanany. Jego zwolennicy zorganizowali w stolicy antyrządową manifestację i zapowiedzieli strajk generalny. Międzynarodowi mediatorzy już wcześniej zapowiedzieli wstrzymanie pomocy finansowej w przypadku nieosiągnięcia porozumienia w kwestii podziału władzy. Ambasada USA wezwała polityków do osiągnięcia pokojowego i zgodnego rozwiązania kryzysu oraz poszanowania swoich wcześniejszych zobowiązań. Decyzja Rajoeliny została zdecydowanie odrzucona przez trzech byłych prezydentów wyspy. Ratsiraka stwierdził, że łamie ona postanowienia z Maputo. Rzecznik prezydenta Ravalomanany oświadczył, że „jest ona nie do zaakceptowania”, a rzecznik prezydenta Zafy potępił ją, nazywając „jednostronną”.
8 września 2009 powołany został nowy gabinet premiera Roindefo, w skład którego weszło 31 ministrów. 18 spośród nich (w tym zajmujący kluczowe resorty obrony, spraw zagranicznych, sprawiedliwości i bezpieczeństwa) wchodziło w skład poprzedniego rządu. Mianowanie nowego gabinetu w takim składzie potępili wszyscy trzej byli prezydenci oraz SADC. SADC określiła decyzję Rajoeliny mianem „jednostronnej” i utrzymała w mocy zawieszenie członkostwa Madagaskaru w organizacji. Były prezydent Albert Zafy zagroził utworzeniem konkurencyjnego rządu. 11 i 12 września 2009 w Antananarywie zwolennicy prezydenta Ravalomanany zorganizowali antyrządowe demonstracje.
6 października 2009 Międzynarodowa Grupa Kontaktowa ds. Madagaskaru wznowiła rozmowy w Antananarywie z przedstawicielami czterech sił politycznych, celem wprowadzenia w życie postanowień porozumienia z Maputo o ustanowieniu władz przejściowych. Pracom Grupy przewodniczył Jean Ping, przewodniczący Komisji Unii Afrykańskiej, a w jej skład weszli także Joaquim Chissano oraz przedstawiciele z ONZ, Międzynarodowej Organizacji Frankofonii, Komisji Oceanu Indyjskiego, UE, Francji i USA. Przed podjęciem rozmów, prezydent Rajoelina oświadczył, że zgodzi się na wdrożenie postanowień z Maputo, jeśli społeczność międzynarodowa zniesienie sankcje nałożone na Madagaskar i przywróci swoją pomoc dla wyspy. 6 października strony osiągnęły porozumienie w kwestii obsady najważniejszych stanowisk. Zgodnie z ustaleniami, stanowisko prezydenta władzy tymczasowej zachował Andry Rajoelina, na urząd wiceprezydenta został wyznaczony Emmanuel Rakotovahiny, a na urząd premiera Eugène Mangalaza. Przewodniczący delegacji Marca Ravalomanany, podkreślił, że były prezydent zgodził się na utrzymanie stanowiska przez Rajoeilnę pod warunkiem jego nieuczestnictwa w przyszłych wyborach prezydenckich. Przewodniczący Grupy Jean Ping, oświadczył, że pomoc międzynarodowa dla Madagaskaru pozostanie zamrożona do czasu pełnej implementacji postanowień porozumienia politycznego.
9 października 2009 prezydent Ravalomanana nieoczekiwanie ogłosił, że odrzuca warunki porozumienia. Sprzeciwił się objęciu funkcji prezydenta przez „przywódcę zamachu stanu” i stwierdził, że jego negocjator „nie reprezentował jego stanowiska w kwestii nominacji prezydenta”. Pozostali trzej prezydenci uzgodnili jednak, że porozumienie może wejść w życie. Prezydent Rajoelina ogłosił, iż powoła nowy rząd zgodnie z porozumieniem.
10 października premier Roindefo sprzeciwił się rezygnacji ze stanowiska szefa rządu. Argumentował, ze porozumienie nie zostało jeszcze podpisane, a jego rząd nie może być odsunięty od władzy w wyniku międzynarodowej mediacji. Wskazywał również na obiekcje prezydenta Ravalomanany. Stanowiska premiera nie poparli jednak członkowie jego gabinetu. Tego samego dnia prezydent Rajoelina odwołał z urzędu premiera Roindefo i nowym szefem rządu mianował Eugène’a Mangalazę.
3 listopada 2009 w Addis Abebie, pod egidą ONZ i Unii Afrykańskiej, rozpoczęły się rozmowy czterech prezydentów, mające na celu wypracowanie akceptowanego przez wszystkich kompromisu i uzyskanie poparcia Ravalomanany dla władz przejściowych. 7 listopada 2009 czterej prezydenci podpisali ostateczne porozumienie, które nieco modyfikowało sierpniowe uzgodnienia z Maputo i późniejsze z Antananarywy z 6 października 2009. Porozumienie potwierdzało wcześniejsze ustalenia o utworzeniu wspólnego rządu oraz o zachowaniu przez Rajoelinę urzędu prezydenta. Jednakże w miejsce stanowiska wiceprezydenta wprowadzało instytucję dwóch współprezydentów, którzy razem z prezydentem mieli utworzyć radę prezydencką. Stanowisko jednego ze współprezydentów przewidziano dla dotychczasowego wiceprezydenta Emmanuela Rakotovahiny’ego, wywodzącego się obozu politycznego byłego prezydenta Alberta Zafy’ego, drugie stanowisko miał objąć Fetison Rakoto Andrianirina, doradca prezydenta Ravalomanany, co przy stanowisku premiera obsadzonego przez Mangalazę z obozu byłego prezydenta Ratsiraki, zapewniało każdej ze stron przedstawicielstwo we władzach wykonawczych.
Z powodu braku porozumienia stron co do obsady poszczególnych stanowisk w rządzie przejściowym premiera Mangalazy, w dniach 3–4 grudnia 2009 w Maputo w Mozambiku zaplanowane zostało spotkanie czterech prezydentów. Udziału w spotkaniu odmówił jednak Rajoelina, twierdząc, że wstydem dla niego byłoby rozstrzyganie spraw wewnętrznych własnego kraju w obcym państwie. Zarzucił także swoim przeciwnikom politycznym zmowę w celu podkopywania jego władzy. Trzej byli prezydenci zgromadzeni w Maputo planowali po zakończeniu konferencji powrót na Madagaskar w towarzystwie międzynarodowych wysłanników. 8 grudnia 2009 Rajoelina odrzucił propozycję podziału tek ministerialnych uzgodnionych przez prezydentów Ravalomananę, Ratsirakę i Zafy’ego. Uznał ją za „prowokacyjne podejście, które nie prowadzi do rozwiązania kryzysu politycznego”. Uniemożliwił również swoim trzem oponentom, premierowi Mangalazie oraz dwóm wyznaczonym współprezydentom przyjazd do ojczyzny, blokując połączenia lotnicze Madagaskaru z Mozambikiem.

### Zerwanie porozumienia przez Rajoelinę (grudzień)
16 grudnia 2009 prezydent Rajoelina, w wygłoszonym oświadczeniu, zdecydował o organizacji wyborów parlamentarnych w dniu 20 marca 2010. Swoją decyzję argumentował niemożnością współpracy z pozostałymi obozami politycznymi oraz porażką międzynarodowej mediacji w rozwiązaniu kryzysu. Ogłosił, że celem wyłonionego parlamentu będzie uchwalenie konstytucji IV Republiki, a zwycięska partia polityczna zyska prawo wyłonienia szefa przejściowego rządu. Społeczność międzynarodowa zachowała powściągliwość w reakcji na decyzję Rajoeliny. Jedynie Francja stwierdziła, że „wcześniejsze wybory mogą przyczynić się do trwałego rozwiązania kryzysu, jeśli ich organizacja zapewni gwarancję ich przejrzystości, monitorowaną przez niezależną komisję wyborczą i międzynarodowych obserwatorów”.
18 grudnia 2009 Rajoelina ostatecznie zerwał porozumienie z opozycją i jednostronnie zdymisjonował ze stanowiska premiera Mangalazę, mianując jego następcą dotychczasową wicepremier, Cécile Manorohantę. Jednak już po dwóch dniach dokonał kolejnej zmiany na stanowisku szefa rządu, powołując na ten urząd pułkownika Alberta Camille’a Vitala. Zniósł także przewidziane w porozumieniu stanowiska dwóch współprezydentów. Trzej liderzy opozycji odrzucili decyzje Rajoeliny, określając je jako nielegalne. Zaapelowali o powrócenie do postanowień porozumienia z Maputo i Addis Abeby. 22 grudnia 2009 służby bezpieczeństwa rozpędziły przy użyciu gazu łzawiącego polityków i zwolenników opozycji spod budynku parlamentu w czasie próby zwołania przez nich własnego posiedzenia izby. 24 grudnia 2009 Stany Zjednoczone wyłączyły na rok Madagaskar (oraz Gwineę i Niger) ze swojego gospodarczego programu pomocowego dla Afryki (Africa Growth and Opportunity Act) z powodu niespełnienia jego kryteriów. Prezydent Barack Obama zaapelował do tych krajów o wprowadzenie rządów prawa i politycznego pluralizmu, eliminacji barier handlowych z USA oraz podjęcie wysiłków na rzecz walki z korupcją.

### Wysiłki międzynarodowe na rzecz powrotu do porozumienia (styczeń-kwiecień 2010)

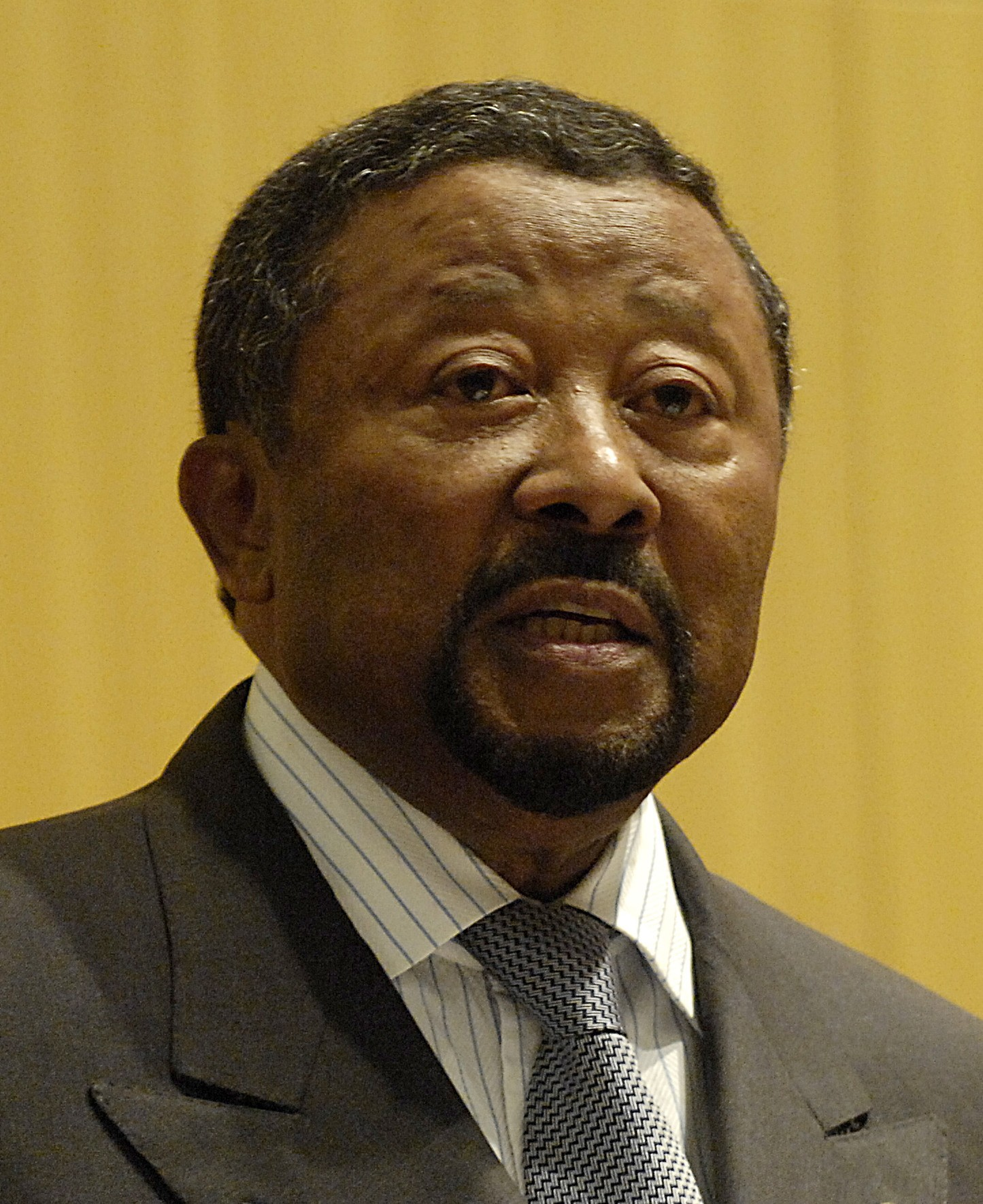
Przewodniczący Komisji UA Jean Ping

Po jednostronnym zerwaniu porozumienia z Maputo i Addis Abeby przez prezydenta Rajoelinę w grudniu 2009, społeczność międzynarodowa podjęła się wysiłków przekonania władz Madagaskaru do powrotu do wynegocjowanych zasad i utworzenia rządu wspólnie z opozycją. Na początku stycznia 2010 zaapelowała o to do władz Madagaskaru Unia Afrykańska. 14 stycznia 2010 SADC zorganizowała w Maputo specjalny szczyt poświęcony sytuacji na Madagaskarze. 21 stycznia 2010 z wizytą na wyspę udał się przewodniczący Komisji UA Jean Ping. Przedstawił on Rajoelinie i partiom opozycyjnym propozycje powrotu do rozmów, niezwłocznego powołania wspólnego rządu i organizacji uczciwych wyborów, dając czterem stronom dwa tygodnie na odpowiedź. Rajoelina odrzucił plan stworzenia wspólnego rządu z opozycją, oznajmiając, że jedynym sposobem na wyjście z kryzysu jest przeprowadzenie zgodnych i wolnych wyborów, otwartych dla wszystkich sił politycznych. Kilka dni później wyraził gotowość przesunięcia terminu wyborów w porozumieniu z partiami politycznymi. 17 lutego 2010, w celu zapewnienia wyborom większej wiarygodności, zdecydował o przełożeniu ich terminu z marca na maj 2010. Podkreślił, że jego celem jest organizacja demokratycznego i uczciwego głosowania.
19 lutego 2010 UA dała władzom wyspy czas do 16 marca 2010 na powołanie rządu jedności narodowej, grożąc w przeciwnym wypadku nałożeniem na kraj sankcji obejmujących zakaz podróży dla oficjeli, zamrożenie ich aktywów finansowych lub sankcje ekonomiczne. Rajoelina w odpowiedzi stwierdził, że nie obawia się sankcji indywidualnych i ostrzegł, że sankcje gospodarcze mogą pogorszyć sytuację i życie zwykłych mieszkańców. 1 marca 2010 UA wysłała do czterech prezydentów Madagaskaru listy zapraszające ich na wspólne rozmowy do Addis Abeby w następnym tygodniu. Do spotkania nie doszło, gdyż Rajoelina 4 marca 2010 odrzucił zaproszenie. Nowy rząd nie został powołany, a 17 marca 2010 UA nałożyła na prezydenta Rajoelinę i 108 innych przedstawicieli władz i jego współpracowników zapowiedziane sankcje. Objęły one zakaz wjazdu na terytorium państw członkowskich organizacji, zamrożenie ich zagranicznych aktywów finansowych oraz izolację dyplomatyczną. W dniu nałożenia sankcji w Antananarywie zorganizowany został protest zwolenników opozycji, który został stłumiony przez służby bezpieczeństwa.
17 marca 2010 mijał rok od przejęcia władzy przez Andry Raojoelinę. Od tego czasu, równocześnie z chaosem politycznym, pogorszyła się sytuacja gospodarcza kraju, grożąc wybuchem kryzysu humanitarnego. Dodatkowo 10 marca 2010 wschodnie wybrzeże wyspy zostało zniszczone przez tropikalny sztorm Hubert, w wyniku którego zginęło co najmniej 26 osób, a ponad 37 tys. zostało pozbawionych dachu nad głową. Globalny kryzys gospodarczy i wstrzymanie pomocy zagranicznej przez donatorów (która pokrywała 70% wydatków państwa) zmusiło władze do ograniczenia wydatków publicznych, co skutkowało pogorszeniem jakości usług w sferze opieki zdrowia i edukacji. Według raportu MFW z lutego 2010, kryzys polityczny doprowadził do zahamowania wzrostu gospodarczego i likwidacji wielu miejsc pracy. Załamał się eksport kraju, opierający się na takich towarach jak wanilia, kawa, goździki i krewetki. Na skutek kryzysu, według Banku Światowego, zlikwidowanych zostało ok. 228 tys. miejsc pracy, głównie z powodu załamania się sektora turystycznego i zawieszenia preferencyjnego porozumienia handlowego z USA, z którego korzystał przede wszystkim przemysł tekstylny na wyspie. Według BŚ wzrost gospodarczy Madagaskaru spadł z poziomu 7% w 2008 do poziomu 0,6% w 2009. Inwestycje publiczne uległy zmniejszeniu o 30%, a dochody z podatków zmalały o 1/4. Według UNICEF prawie 70% społeczeństwa żyło poniżej granicy ubóstwa, a wydatki na cele społeczne zostały obniżone o 200 mln USD. W 2010 analitycy szacowali wzrost gospodarczy w kraju na poziomie 0,8%.
W kwietniu 2010 sytuacja polityczna na Madagaskarze uległa dalszej komplikacji, gdy w wojsku, popierającym dotąd prezydenta Rajoelinę, zaczęły pojawiać się coraz silniejsze oznaki niezadowolenia z polityki władz i naciski na szybkie zakończenie kryzysu. 7 kwietnia 2010 premier Camille Vital zdymisjonował ministra sił zbrojnych gen. Noela Rakotonandrasanę, który bez jego wiedzy i przyzwolenia zwołał spotkanie wyższych oficerów armii. Spowodowało to w kręgach władzy spekulacje na temat planowania zamachu stanu przez wojsko. 12 kwietnia dowódca wojska Andre Ndriarijaona dał Rajoelinie czas do końca miesiąca na wypracowanie akceptowanego rozwiązania kryzysu politycznego, a polityków opozycji wezwał do współpracy z władzami. Decyzję tę, jak informował, podjął w geście poparcia wobec „cierpiącego narodu”. Tydzień później, 19 kwietnia 2010, rząd poinformował o udaremnieniu próby zamachu stanu i aresztowaniu ponad 20 oficerów zaangażowanych w jego organizację. Pucz według słów ministra bezpieczeństwa miał odbyć się w nocy z 18 na 19 kwietnia, jego uczestnicy mieli zaatakować rezydencję prezydenta w stolicy, a wykrycie spisku miało być możliwe dzięki informacji dostarczonych przez policję. Dowódca armii Andre Ndriarijaona poinformował, że wojsko pozostaje zjednoczone, a niedoszli sprawcy zamachu rekrutowali się z szeregów byłego personelu wojskowego i rezerwistów i nie posiadają żadnej kontroli nad armią. Były prezydent Ravalomanana zaprzeczył pojawiającym się głosom o jakimkolwiek jego zaangażowaniu w planowany zamach.
14 kwietnia 2010 Andry Rajoelina zaakceptował przedstawioną w marcu 2010 „mapę drogową” – sposób wyjścia z impasu politycznego – przedstawioną przez Francję, RPA i SADC i zakładającą wznowienie rozmów w celu utworzenia wspólnego rządu z opozycją. Prezydent Rajoelina stwierdził, że ostatnią szansą na zakończenie kryzysu jest utworzenie rządu, w skład którego mogliby wejść przedstawiciele trzech byłych prezydentów i jak najszybsze przeprowadzenie wyborów. Zadeklarował swój przyjazd na planowane rozmowy do RPA. Negocjacje z udziałem czterech prezydentów Rajoeliny, Ravalomanany, Ratsiraki i Zafy’ego rozpoczęły się 28 kwietnia 2010 w Pretorii. W ich bezpośrednich rozmowach funkcję mediatora pełnił prezydent RPA Jacob Zuma oraz były prezydent Mozambiku Joaquim Chissano. W czasie trzydniowych rozmów strony nie doszły o porozumienia. Spornymi punktami okazała się być sprawa amnestii za przestępstwa popełnione w czasie zamieszek oraz data przyszłych wyborów prezydenckich i parlamentarnych. Chissano na zakończenie spotkania ogłosił, że jego uczestnicy zobowiązali się do kontynuacji rozmów za około 15 dni. Rajoelina wracając do kraju stwierdził jednak, że były to rozmowy ostatniej szansy, a czas na ich prowadzenie dobiegł końca. Do ponownego spotkania ostatecznie nie doszło.

### Droga do organizacji referendum i wyborów (maj-listopad 2010)
Na początku maja 2010 Rajoelina zapowiedział własny program rozwiązania kryzysu politycznego, który zakładał powołanie nowego „neutralnego” rządu, przeprowadzenie referendum konstytucyjnego oraz wyborów prezydenckich i parlamentarnych przed końcem 2010. 6 maja 2010 dowódca armii generał Andre Ndriarijoana wycofał się z ultimatum postawionego prezydentowi, dającemu mu czas do końca kwietnia na wypracowanie porozumienia z opozycją. Zadeklarował, że wojsko nie ma zamiaru wywierać wpływu na proces tworzenia nowego rządu i może występować wyłącznie w roli „obserwatora”. Zdaniem komentatorów decyzja ta mogła wynikać z obawy, że ewentualny kolejny przewrót wojskowy mógłby doprowadzić do pogłębienia wewnętrznych sporów i walk w szeregach armii. 12 maja 2010 Rajoelina ogłosił szczegóły swojego planu i dokładny kalendarz wyborczy. Na 27–29 maja planował organizację konferencji narodowej, następnie przeprowadzenie referendum w sprawie nowej konstytucji 12 sierpnia, a potem organizację wyborów parlamentarnych 30 września oraz prezydenckich 26 listopada 2010. Ogłosił przy tym, że „w imię wyższych interesów narodu i obywateli” nie będzie kandydował w wyborach prezydenckich. Opozycja bez entuzjazmu podeszła do jego decyzji, stwierdzając, że działania prezydenta mają w dalszym ciągu charakter jednostronny. Francja pochwaliła jego deklarację, oświadczając, że „pokazuje ona poczucie odpowiedzialności” i jest krokiem w kierunku „powrotu do porządku konstytucyjnego i poparcia społeczności międzynarodowej”. 25 maja 2010 prezydent dokonał zmian w gabinecie, mianując 10 nowych ministrów, w tym 5 wojskowych. Opozycja skrytykowała posunięcie Rajoelina, uznając je za kolejne jednostronne działanie, które nie zapewnia neutralności rządu.
Do nowych niepokojów w Antananarywie doszło 20 maja 2010, gdy ponad 20 członków elitarnego oddziału Sił Interwencyjnych Żandarmerii Narodowej (FIGN) zbuntowało się przeciw swoim przełożonym i zabarykadowało się w koszarach. Wokół budynków wojskowych doszło do wymiany ognia. Według źródeł wojskowych głównym powodem rebelii miało być niewypłacenie żołnierzom przez dowódcę jednostki wynagrodzenia za działania w czasie zamachu w marcu 2009, które ten miał otrzymać od byłego prezydenta Ravalomanany i zachować dla siebie. W wyniku wymiany ognia zginęło 2 żołnierzy. Prezydent Rajoelina o wywołanie i finansowanie buntu oskarżył prezydenta Ravalomananę. Jego biuro w wydanym komunikacie informowało, że Ravalomanana miał przekazać ćwierć miliona dolarów dowódcom wojskowym na wyspie w celu przygotowania przewrotu zbrojnego. Ravalomanana zaprzeczył jakimkolwiek powiązaniom z wydarzeniami.
Na początku czerwca 2010 Unia Europejska ogłosiła zawieszenie na kolejny rok wypłaty środków pomocowych dla Madagaskaru w wysokości 600 mln euro z powodu braku postępów we wdrażaniu porozumienia politycznego. Natomiast pod koniec miesiąca komisja wyborcza ogłosiła bezterminowe odroczenie planowanego na 12 sierpnia referendum konstytucyjnego z powodu opóźnień w opracowywaniu nowej ustawy zasadniczej.
13 sierpnia 2010 prezydent Rajoelina zawarł porozumienie z 99 partiami politycznymi, nie było jednak wśród nich 3 największych partii opozycyjnych byłych prezydentów. Porozumienie potwierdzało jego władzę prezydencką oraz przyznawało mu prawo mianowania ministrów po wcześniejszych konsultacjach z partyjnymi liderami. Ustalało na nowo kalendarz wyborczy, zgodnie z którym 17 listopada 2010 miało odbyć referendum w sprawie zmiany konstytucji, 16 marca 2011 wybory do parlamentu, a 4 maja 2011 wybory prezydenckie. Partie byłych prezydentów Ravalomanany, Ratsiraki i Zafy’ego odrzuciły porozumienie jako działanie w całości jednostronne, chociaż kilku ich pojedynczych członków podpisało się pod nim. 13 września 2010 około czterech tysięcy członków różnych organizacji politycznych i społecznych rozpoczęło obrady tygodniowej konferencji na temat tymczasowego rządu, nowej konstytucji, wyborów i pojednania narodowego.
28 sierpnia 2010 sąd w Antananarywie skazał zaocznie, przebywającego nadal w Południowej Afryce, obalonego prezydenta Marca Ravalomananę na karę dożywotniego więzienia i dożywotnich ciężkich robót pod zarzutem współuczestnictwa w morderstwie. Zarzuty dotyczyły wydania rozkazu otwarcia ognia do protestujących zwolenników ówczesnej opozycji w dniu 7 lutego 2009, w wyniku czego zginęło co najmniej 30 osób. Razem z byłym prezydentem skazanych zostało 18 innych osób, w tym generał Heriniaina Roelina i płk Anatole Ramlamboarison, którzy otrzymali takie same kary. Przeciwko skazanym został wydany nakaz aresztowania. Sam Ravalomanana uznał wyrok za nieposiadający żadnej mocy prawnej i zarzucił „reżimowi Rajoeliny” nadużywanie władzy w celu wszczynania „politycznej wendety”. Jego prawnik uznał, że wyrok miał na celu uniemożliwienie mu powrotu do kraju i udziału w przyszłych wyborach.

### Referendum konstytucyjne i ogłoszenie IV Republiki
17 listopada 2010 na Madagaskarze odbyło się zapowiadane referendum konstytucyjne. Jego organizacja nastąpiła bez zgody i porozumienia z głównymi siłami opozycyjnymi trzech byłych prezydentów. Z tego też powodu wezwali oni obywateli do bojkotu głosowania, a społeczność międzynarodowa skrytykowała proces wyborczy. W referendum ponad 74% głosujących poparło projekt nowej konstytucji.
W czasie referendum w kraju doszło do próby zamachu stanu. Grupa zbuntowanych oficerów, przebywająca w koszarach na przedmieściach stolicy, ogłosiła przejęcie władzy w państwie. Nie uzyskała jednak poparcia ze strony innych jednostek wojskowych. Dowództwo sił zbrojnych opowiedziało się po stronie władz i 20 listopada 2010 przeprowadziło udany szturm na kwaterę zbuntowanych żołnierzy, zakończony ich kapitulacją.
11 grudnia 2010 nowa konstytucja została oficjalnie ogłoszona przez prezydenta Andry’ego Rajoelinę i weszła w życie. Tego samego dnia Rajoelina ogłosił również ustanowienie IV Republiki Madagaskaru. 20 grudnia 2010 rząd potwierdził wyznaczone w sierpniu daty organizacji wyborów, parlamentarnych na 16 marca 2011, a prezydenckich na 4 maja 2011.

### Wysiłki mediacyjne w 2011
W styczniu 2011 rząd podjął decyzję o bezterminowym przesunięciu wyborów parlamentarnych. Głównym powodem był brak odpowiedniego przygotowania, w tym wciąż nieusunięte nieprawidłowości i braki na listach wyborców dostrzeżone w czasie organizacji referendum w listopadzie 2010, a także trwająca wiosną pora deszczowa, utrudniająca transport i komunikację.
W styczniu 2011 wysłannik SADC, Leonardo Simao, przedstawił nowy plan pokojowy dla Madagaskaru, który zakładał pozostanie na stanowisku prezydenta przez Rajoelinę, powołanie rządu przejściowego przez wszystkie siły polityczne oraz organizację wyborów prezydenckich i parlamentarnych między 4 maja a 30 listopada 2011. Plan ten nie spotkał się jednak z akceptacją ze strony głównych obozów politycznych.
15 lutego 2011 były prezydent Ravolamanana zapowiedział swój powrót do kraju 19 lutego, pomimo skazania go przez władze przejściowe na karę dożywotniego więzienia i ciężkich robót. Podkreślał, że uważa się za prawowitego szefa państwa, a celem jego powrotu ma być nawiązanie niezbędnego przed wyborami dialogu ze stroną rządową. Madagaskarski minister sprawiedliwości zapowiedział, że w przypadku powrotu wobec byłego prezydenta zastosowany zostanie nakaz aresztowania. 19 lutego 2011 Ravalomana nie został wpuszczony na pokład samolotu linii South African Airways lecącego z Johannesburga do Antananarywy. Dyrekcja lotniska uhonorowała pismo madagaskarskiego urzędu lotnictwa cywilnego uznające Ravalomananę za persona non grata i wzywające do niewpuszczania go na pokład statku celem zachowania porządku publicznego na Madagaskarze.
10 marca 2011 rząd premiera Vitala podał się do dymisji, by umożliwić implementację postanowień porozumienia podpisanego przez 8 partii politycznych. Plan opierał się na styczniowej propozycji SADC i zakładał pozostanie na stanowisku przez Rajoelinę oraz powołanie konsensusowego rządu przejściowego na czele z premierem wywodzącym się z innej partii politycznej i regionu administracyjnego niż prezydent. Plan zyskał aprobatę ze strony mediatora SADC Leonardo Simao, który zamierzał włączyć do niego również partie opozycyjne trzech byłych prezydentów. 16 marca 2011 Rajoelina na stanowisko szefa rządu ponownie wyznaczył Alberta Camille’a Vitala, oficjalnie bezpartyjnego. Skład nowego rządu, w którym obsada najważniejszych resortów pozostała bez zmian, został ogłoszony 26 marca. Partie byłych prezydentów potępiły jednostronny plan i działanie władz, wzywając SADC do podjęcia działań na rzecz rozwiązania kryzysu.
W dniach od 6 do 8 czerwca 2011 w Gaborone, pod auspicjami SADC, odbyło się spotkanie 11 madagaskarskich partii politycznych w celu wypracowania wspólnego porozumienia. W jednostronnych rozmowach z mediatorami brali udział prezydenci Rajoelina oraz Ravalomanana. Szczyt zakończył się jednak fiaskiem, gdyż wskutek różnicy zdań nie doszło do podpisania porozumienia. Głównymi punktami sporu była sprawa powrotu Ravalomanany do kraju oraz kwestia obsady stanowiska prezydenta. Obóz byłego prezydenta sprzeciwiał się proponowanym zapisom dopuszczającym jego powrót wyłącznie w przypadku „sprzyjającej sytuacji politycznej i bezpieczeństwa”, a także utrzymaniu przez Rajoelinę stanowiska szefa państwa w czasie przygotowań do organizacji nowych wyborów. Obóz rządowy wzbraniał się natomiast przed amnestią i anulowaniem nakazu aresztowania i wyroku sądowego wobec Ravalomanany.

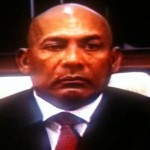
Premier Omer Beriziky

Dopiero kilka miesięcy później, 17 września 2011 pod presją międzynarodową główne partie polityczne podpisały porozumienie wynegocjowane przez wysłanników SADC. Przewidywało ono pozostanie Rajoeliny na stanowisku szefa państwa, amnestię i bezwarunkowy powrót do ojczyzny Ravalomanany, powołanie nowego rządu złożonego z przedstawicieli wszystkich stron oraz organizację wyborów parlamentarnych i prezydenckich w ciągu roku. Nowy premier miał zostać powołany przed 1 listopada 2011, a skład rządu ustalony przed 17 listopada. Przed 17 listopada miał również powstać przejściowy parlament, który następnie do końca miesiąca miał zatwierdzić rząd. Z kolei przed wyborami miała powstać nowa niezależna komisja wyborcza. 23 września 2011 Rajoelina po raz pierwszy od przejęcia władzy wziął udział w sesji plenarnej Zgromadzenia Ogólnego ONZ. Spotkał się również z sekretarzem generalnym ONZ Ban Ki-moonem, który wezwał go do przestrzegania warunków porozumienia politycznego.
18 października 2011 premier Vital, stosując się do podpisanego planu, złożył rezygnację na ręce prezydenta. 28 października 2011 Rajoelina nowym szefem rządu mianował Omera Beriziky’ego, zgłoszonego przez obóz byłego prezydenta Alberta Zafy’ego.